# Stefan Sidak
Stefan Sidak (* vor 1990) ist ein deutscher Dialogbuchautor, Übersetzer und Tonmeister. Seit Anfang der 1990er Jahre arbeitet er in der Synchronbranche. Er hat bei zahlreichen Film- und Fernsehproduktionen sowohl als Tonmeister als auch als Dialogbuchautor mitgewirkt. Auch bei der Erstellung von Computerspielen hat er mitgearbeitet. Darüber hinaus hat er auch Musikproduktionen als Tonmeister begleitet. Er lebt und arbeitet in München und im Chiemgau.

## Synchronbücher (Auswahl)
- Jour Blanc/Schrei aus der Vergangenheit mit Heinz Bennent
- Das Dorf am Meer
- Navajo Blues – Fährte des Todes
- Reise zum Mittelpunkt der Erde
- Ich bin Du, und Du bist ich
- Reich und Schön
- Inu Yasha
- Ranma ½
- PB&J Otter – Die Rasselbande vom Hoohaw-See
- The Foreigner: Black Dawn
- The Marksman – Zielgenau
- Punisher: War Zone
- The Damned United – Der ewige Gegner
- Mercy Streets – Straße der Vergebung
- American Gun
- Prinzessinnen Schutzprogramm
- Rescue Me
- 10 Dinge, die ich an dir hasse
- Nestor und Quest
- The Big C
- Hawthorne
- Game of Thrones
- Franklin & Bash
- Justified
- Damages – Im Netz der Macht
- The Blacklist
- Vegas
- Life on Mars
- Scandal

## Tonmeister (Auswahl)
- Herr Ober! Spielfilm von und mit Gerhard Polt
- Donnie Brasco
- Blood and Wine
- I Love Trouble – Nichts als Ärger
- Kolya
- U-Turn - Kein Weg zurück
- Die Stunde des Lichts mit Joachim Król
- Der lange Weg des Lukas B.
- Die Bettlektüre
- Letzte Tage im Chez Nous mit Bruno Ganz
- Das Netz mit Sandra Bullock

## Computerspiele (Auswahl)
- You Don’t Know Jack

## Musikproduktionen (Auswahl)
- Stille Nacht, heilige Nacht, in der Originalfassung von Franz Xaver Gruber